# كفر البلاسي
كفر البلاسي هي احدى القرى التابعة لمركز فاقوس بمحافظة الشرقية بمدينة مصر. وتعد من أقدم مدن المدينة والذي أنشأها سيدي صالح البلاسي وقبره بجانب المسجد البلاسي الذي بناه أهالي القرية تكريما لسيدي صالح البلاسي الذي جاء من العراق إلى مصر.